# 미사키정 (가나가와현)
미사키정(일본어: 三崎町)은 일본 가나가와현 미우라군에 일찍이 존재했던 정이다. 현재의 미우라시에 해당한다.

## 지리
미우라 반도의 최서남단에 위치하며 항구를 사이에 두고 시로가섬과 마주보고 있다. 이 일대는 구릉에 계곡이 파고드는 복잡한 지형이다.
예로부터 번성했던 번화가 지구는 육지로 파고드는 운하 같은 호조곶(北条湾)을 경계로 두 곳으로 나뉜다. 서쪽의 미사키정은 미우라시의 중심 시가지로 시청 등 공공시설과 상점, 관광시설이 밀집해 있다. 서쪽과 항구 주변에는 수산물 가공 공장과 시장 등 항만 시설이 많이 모여 있다. 호조만의 동부에 위치한 하루미초 지구에는 주택지가 조성되어 있지만 해안부는 공장지대이다. 내륙 지역(사카에초, 히가시오카, 스와초, 텐진초, 조잔초 등)도 주택지이지만 북부로 갈수록 논과 밭, 산림이 많아진다.
도쿄대학교 부속기관인 임해연구소가 있는 곳이기도 하다. 이 임해실험실은 일본 최초의 실험실이었고, 그래서 해양생물 연구가 오래전부터 활발하게 이루어지고 있다. 해안 생물 분포에 미사키가 자주 등장하는 것도 이 때문이다. 이 곳의 이름을 딴 것들로는 미사키 해파리, 미사키기보시무시 등이 있다.

## 역사
헤이안 후기부터 무로마치 시대까지 미우라당(三浦党)이라는 무가의 근거지 중 하나였다. 미우라당은 미우라당의 무사들의 근거지였으며, 미우라당은 가마쿠라 시대 무사들의 근거지이기도 했다. 미우라당은 가마쿠라 후기 무렵에 수군의 기지로 미사키성을 축성했다. 미우라씨 멸망 후에는 새로운 영주인 후호조 가문이 성을 계속 관리하여 건너편 보소반도의 전국시대 다이묘 사토미 가문의 대비책으로 삼았다.
호조씨가 멸망 후에는 도쿠가와 가문의 지배하에 놓였다. 도쿠가와 가문의 무장 무카이 마사무네가 들어와 도쿠가와 가문의 오테센주(御手船衆, 도쿠가와 수군)의 본거지를 두었다.
메이지 이후는 원양어업의 거점으로 번영했다. 미사키의 참치잡이는 1960년대에 전성기를 맞이하여 3개의 영화관, 수많은 유흥시설, 유흥가가 번성하여 당시에는 '잠들지 않는 도시'라고 불릴 정도로 번창했다. 그 후 냉동 기술의 발달로 일본 밖에서 값싼 참치가 유입되면서 미사키의 참치 어업은 쇠퇴해 갔다.
최근에는 미사키 어항의 어획량이 최근 감소함에 따라 옛 경관을 간직한 거리 풍경과 자연, 도쿄에서의 접근성 등의 장점을 살려 부담 없이 방문할 수 있는 관광지로 마을 부흥을 추진하고 있다. 그 결과 특산품인 참치를 중심으로 다양한 매력을 가진 관광지로도 알려지게 되었다. 또한 오래된 거리 풍경을 활용한 필름 커미션 사업도 활발하다. 2015년 미사키 어시장의 총 취급량은 21,892t(중 원양어업에 의한 취급량은 14,069t)이며, 같은 해 8월 1일 현재 미우라 어업 협동조합의 조합원 수는 916명(중 정조합원)이다. 916명(이중 정조합원은 352명)이다.
- 1889년 4월 1일 - 정촌제 시행에 의해 미우라군 미사키정이 성립하였다.
- 1955년 4월 1일 - 미사키정, 핫세촌, 미나미시타우라정과 합병, 시로 승격해 미우라시가 성립하였다.

## 교통

### 철도
- 게이힌 급행 전철
  - 게이큐 구리하마선

### 도로
- 국도 제134호선

## 참고 문헌
- 角川日本地名大辞典編纂委員会,『角川日本地名大辞典 神奈川県』1984, 角川書店
- 加藤佳一『ローカル路線バス終点への旅』洋泉社、2017年4月19日、223頁。ISBN 978-4-8003-1199-3。